# Zhenqin Xiang
Zhenqin Xiang (kinesiska: 珍秦乡, 珍秦, 竹节寺) är en socken i Kina. Den ligger i provinsen Qinghai, i den nordvästra delen av landet, omkring 540 kilometer sydväst om provinshuvudstaden Xining.
Genomsnittlig årsnederbörd är 715 millimeter. Den regnigaste månaden är juli, med i genomsnitt 178 mm nederbörd, och den torraste är december, med 4 mm nederbörd.